# Лупачевка
Лупачевка (укр. Лупачівка) — село,
Каменский сельский совет,
Двуречанский район,
Харьковская область, Украина.
Село ликвидировано в 1998 году.

## Географическое положение
Село Лупачевка находится в начале балки Конец Леса, на расстоянии в 2 км от села Бологовка.
Вокруг с расположены небольшие лесные массивы, в том числе урочище Моравлевка.

## История
- 1998 — село снято с учёта в связи с переселением жителей.[1]